# Machilus tenuipilis
Machilus tenuipilis är en lagerväxtart som beskrevs av Hsi Wen Li. Machilus tenuipilis ingår i släktet Machilus och familjen lagerväxter. Inga underarter finns listade i Catalogue of Life.